# Önéletrajz Erdélyben
Önéletrajz(írás) Erdélyben – Az irodalomtörténészek általában az emlékirat műfajkategóriájában, illetve az életrajz egyik formájaként határozzák meg. Ez utóbbin belül megkülönböztető jegyének tartják, hogy az önéletrajz szerzője "életét saját maga írja le. Mint irodalmi forma, az ember és a világ kölcsönhatását mutatja meg egy életút folyamatában, amelyben minden mozzanat az egyéniség kialakulását szolgálja, minden tény élettapasztalattá válik [...] A valódi önéletrajz jellemzője a magas fokú önismeret és őszinteség" (Radnóti Sándor). Más vélemény szerint általában az emlékirat műfaji jellemzői közé tartozik az első személyűség mellett a hitelesség igényével való fellépés, s az, hogy annak szerzője "a narráció struktúrájaként többé-kevésbé egy élettörténetet választ". Eszerint egy "korpuszba" tartozik az önéletírás (önéletrajz), a memoár (emlékirat, emlékezés, emlék, visszaemlékezés), sőt az életrajzi szálra fűződő szociográfia és vallomás is. Mindezekhez még hozzátehető, hogy múlt idejű szövegekről van szó, "amelyek mindegyikére jellemző az epikusok sajátossága, az átfogó szemlélet" (Szávai János).

## Önéletrajzok a romániai magyar irodalomban
A romániai magyar irodalom vonatkozásában a memoárirodalomnak ezek az alfajai nem különíthetők el mindig egyértelműen, azonkívül számos konkrét mű esetében a meghatározás bizonyos jellemzőiről is le kell mondanunk. És ez a műfaj lényegéből következik: a személyességéből, az ember és világ kölcsönhatására való kihegyezettségéből, amely alkotó egyéniségenként s alkotó és kora viszonyának történelmi meghatározottságai következtében igen sokféleképpen fejeződhet ki nemcsak tartalmilag, hanem a mű anyagának szervezőelveként is.
Az egyik irány, ahol a szűkítés-bővítés lehetővé, sőt szükségszerűvé válik: az önéletrajz és a nagy- vagy kisepika (regény, elbeszélés) elhatárolása, illetve összefonódása. Az író igen sokszor saját életét is mint életanyagot használja fel, s ennek következménye önnön életének "regényesítése", ami nemcsak a választott műformát jelenti, hanem azt is, hogy az általa megéltek előadásában az irodalmi alkotás belső szervezőerői sem elhanyagolhatók. Ebből a szempontból példaértékű lehet Kemény János "önéletírás" alcímet viselő könyve (Kakukkfiókák, 1972), Bartalis János "önéletrajzi visszaemlékezés"-e (Az, aki én voltam, 1972), Nagy István "önéletrajzi regénye" (főleg annak I. kötete, a Sáncalja, 1968); ez utóbbi még az összehasonlítás lehetőségét is kínálja a szerző erősen önéletrajzi fogantatású novelláival (A Boldog utcán túl, 1942).
Nem ritka az az eset, amikor a szerző valamilyen oknál fogva nem az első személyűséget választja, bár egyértelmű, hogy önéletrajzi műről van szó. Berde Mária Szentségvivők (Nagyvárad, 1935) című "erdélyi regénye" saját írónemzedékének kulcsregénye, annak ellenére, hogy még inkább a fikciószerűség irányába mutat a könyv mottója: "Nem ez történt, így történt." Tompa István Hogyan történhetett? (Kolozsvár, 1995) c., "(ön)életírás"-nak minősített könyve épp a meghatározó jegynek tekintett "őszinteség" érvényesítése kedvéért – mintegy önmagát kívül álló tárgyként kezelve – választja a harmadik személyű elbeszélő formát.
Kizáró jellegű lehet az "átfogó szemlélet" elvárása (Radnóti Sándor), különösen, ha hozzátesszük a műfaj-teoretikus ama megállapítását, miszerint "önéletrajzot csak jelentős ember írhat [...] az csak az egyéniség kifejlődésének magas fokán születhet meg". Csakhogy napjainkban igen kedveltté vált (szerzők és az olvasóközönség oldaláról egyaránt) a "népi önéletírás", amelynek szerzője egyáltalán nem "jelentős ember", legfeljebb abban az összefüggésben, hogy a (főleg paraszti) világot, annak általa megélt darabját történelmi és egyéni konfliktushelyzeteivel együtt közérdeklődésre számot tartó módon tudja visszaidézni. Maga a megidézett világ, de a megéltekhez való viszony is magyarázatul szolgál az ilyen művek közönségsikerére és a szakemberek (irodalmárok mellett főleg néprajzosok, társadalompszichológusok) elismerésére. Az viszont kétségtelen, hogy Tamási Gáspár nálunk műfajt teremtő Vadon nőtt gyöngyvirágától Kocsis Rózsi Megszépült szegénységén át egészen Zsigmond Erzsébet Siratójáig ezek a művek műfaji szempontból egyértelműen az önéletrajz kategóriájába sorolhatók.

## Önéletrajzok a cenzúra szorításában
Az utóbbi évtizedek romániai magyar memoárirodalmával kapcsolatban problematikus számon kérni azt a kritériumot is, amelyet a műfaj teoretikusai "őszinteség"-nek neveznek. Az 1950-es évek végén elindult (de a megjelenésig majd csak egy vagy több évtized késéssel jutott) s inkább az 1960-70-es években kivirágzó önéletrajzi irodalom (Szentimrei Jenő, Nagy István, Kacsó Sándor, Balogh Edgár, Bányai László, Demeter János) múltidézése eleve csak a hatalom irodalomkritikája, sőt cenzúrája által körülhatárolt térben és tematikában lehetett "őszinte", vállalva (adott esetben belülről a maximális mértékben tágítva) ezeket a kereteket. Ezekkel a feltételekkel lehetett – és ez a legjelentősebb visszaemlékezésekben érvényesült is – feleleveníteni és a nyilvánosság erejével "szalonképessé" tenni a két háború közötti korszak kisebbségi magyar életének nem egy fontos momentumát (pl. a Vásárhelyi Találkozót, az anyanyelvű iskoláztatásért, a magyarság gazdasági diszkriminációja ellen folytatott harcot). A "magasfokú önismeret" tehát ezzel a megszorítással érvényesíthető e művek megítélésénél, ami természetesen nem feltétlenül jelenti a saját (vagy közösségi) múlt tudatos, önmentő átrajzolásának igazolását.
Persze vannak az önéletrajzi irodalomnak olyan területei, ahol az őszinteség elvárásának maradéktalanabbul eleget lehet tenni: például a memoáríró gyermek- és ifjúkorát felidéző művekben (Kemény János, Bartalis János) vagy azokban, amelyeknek alanyai egy kevésbé "politikus" (aktualitásnak alávetett) művészet képviselői (például a képzőművész-memoárok: Nagy Imre Följegyzései, Incze János önéletrajza és a többiek).
Történeti szempontból, az általános műfajelméleti meggondolásokat figyelembe véve, a romániai magyar önéletrajz az 1980-as évekig nagyjából azt a képet mutatja, amelyet az emlékirat tágabb keretei között megrajzoltunk. A diktatúra utolsó évtizede azonban még a fenti, öncenzúrát vállaló formában sem kedvezett már a műfajnak. Veress Pál visszaemlékezés-sorozatának negyedik kötete (Vajúdó évek – sorsdöntő napok) még megjelenik 1981-ben, úgyszintén a Látó Annáé (Honvágyam hiteles története) és Horváth István töredékben maradt visszaemlékezése (a Kipergett magvak c. posztumusz kötetben), majd 1982-ben Méhes György Bizalmas jelentés egy fiatalemberről c. "regény"-e és a festő Incze János Önarcképe, de aztán a műfaj jelenléte a romániai magyar könyvkiadásban már csak az újra kiadásokra (egyes műveknek a Romániai Magyar Írók sorozatba való beemelésére) korlátozódik (Kacsó Sándor, Nagy István, Szántó György, Majtényi Erik, Szilágyi András); újat a széki Kocsis Rózsi "regény"-nek címzett népi önéletírásán (Megszépült szegénység, 1988) és Fodor Sándor kötetén (Ki ez a...? Egy önéletírás műhelyforgácsai, 1989) kívül nem tud felmutatni. Ellenben annál több, a cenzúra tiltása miatt asztalfiókban maradt vagy csak Magyarországon megjelent mű: Kacsó Sándor önéletrajzi visszaemlékezéseinek harmadik, a Vásárhelyi Találkozótól a Târgu Jiu-i lágerből való szabadulásig terjedő kötete (Nehéz szagú iszap felett. Budapest, 1986), Balogh Edgárnak a népi demokrácia börtöneiben eltöltött éveit idéző könyve (Férfimunka. Budapest, 1986), Bethlen Béla könyve (Észak-Erdély kormánybiztosa voltam. Budapest, 1989).

## Önéletrajzok közreadása a diktatúra bukása után
Az 1989-es fordulat után a memoárirodalom legkülönbözőbb műfajaiban szabadult fel – immár cenzúrakorlátok nélkül – a megélt közelebbi vagy távolabbi múlt.
Megjelenhettek a cenzúra miatt fiókban rekedt önéletrajzok (Kós Károly: Életrajz. Budapest-Bukarest, 1991; Kiss Jenő: Ithaka messze van. Kolozsvár, 1992; Cseke Péter: Vigyázó torony. Beszélgetések Debreczeni Lászlóval. 1995; Sombori Sándor: Köd és nap. Sepsiszentgyörgy, 1995). Kiadóra találtak régebb idő óta lappangó vagy az újonnan adódó közlési lehetőség bátorító hatására befejezett írások (Kelemen Lajos: Születtem Marosvásárhelyen. Kolozsvár, 1993; Szabó György: Kolozsvári deportáltak az Uralban. Kolozsvár, 1994; Nagy András (1905-1982): Városkép, és ami hozzá tartozik. Csíkszereda, 1995).
Az 1990 óta több mint 30 romániai magyar kiadónál megjelent, félszázat is meghaladó önéletrajz, visszaemlékezés számbavételét talán a legáttekinthetőbben tematikájuk alapján lehet elvégezni.
A legtöbb írás a diktatúra évtizedeinek börtönvészeiről, a deportálásokról és hadifogságról tudósít. Érthető, hiszen ez a témakör teljes egészében tiltott volt. A változást megelőzően egyetlen mű jelent csak meg, a Bolyai Tudományegyetem egykori diákjának, a hét évre ítélt Bartis Ferencnek a könyve – Magyarországon (Börtönrácsok között Romániában. Budapest, 1988). A romániai magyar sajtóban olykor folytatásokban közölt visszaemlékezéseket (Bitay László, Vita Zsigmond, Gazda Ferenc és mások) nem is számítva, elsőnek Csiha Kálmán erdélyi református püspök börtönmemoárját (Fény a rácsokon. Kolozsvár, 1992) és Kiss Jenőnek az 1944 őszi kolozsvári deportálásból való szökését és viszontagságos hazavergődését felidéző könyvét (Ithaka messze van. Kolozsvár, 1992) kell megemlítenünk, de ide tartozik Mózes Teréznek a nagyváradi zsidók deportálásáról írott könyve (Bevérzett kőtáblák. Nagyvárad, 1993), Zsigmond Ferenc második világháborús szovjet fogságnaplója (Hadifogságban. 1995) vagy Beczássy Istvánnak a Dobrudzsába deportált földbirtokos család kálváriáját megelevenítő könyve (Bekerített élet. Nagyvárad, 1996), magyarországi kiadásban pedig Bánffy Miklósnak főként 1921-23-as magyar külügyminisztersége éveit elemző Huszonöt éve (Budapest, 1993), a homoródalmási Szabó Mózes második világháborús katona- és fogságnaplóját feldolgozó Szabó Gyula könyve (A névtelen katona. Budapest, 1994).
A hiteles tanúság révén ide sorolható az a néhány napló is, amelyek – a lebukás kockázatával – a diktatúra utolsó éveit idézve jelentek meg, itthon vagy Magyarországon: Sütő András Naplójegyzetei (1990), majd az eseményeket fordított irányban követő könyvei (Heródes napjai. Debrecen, 1994) az 1984-1987-es éveket idézve; Kenéz Ferencnek családja kitelepedésének fizikai és lelki kálváriáját napról napra megörökítő kötete (A szabadulóművész. Budapest, 1995), Kiss Jánosnak a diktatúra végnapjaiban kezdődő feljegyzései (Omló falak. Kolozsvár, 1991), a stockholmi Erdélyi Könyv Egylet sorozatnyitó kötete (Vándor idők balladája. 1991), benne erdélyi írók rövidebb-hosszabb visszaemlékezéseivel az 1989-90-es fordulat időszakára – mindezek azt jelzik, hogy bár egyelőre még csak nyersanyagában, de már írásban is rögzítődött a romániai magyarság sorsának legfrissebb élményanyaga.
A nemzeti közösség közérzületének formálása szempontjából is igen fontos azoknak az önéletrajz műfajához kapcsolható műveknek a megjelenése, amelyekben a közelmúlt egy-egy kiemelkedő személyisége vet számot életútjával vagy annak egyik-másik sorsdöntő szakaszával. Így Király Károly sokszor polemikus éllel, szenvedéllyel eleveníti fel a diktatúrával való szembefordulásának, magányos harcának éveit, majd saját politikai szereplését egészen 1993-ig (Nyílt kártyákkal. Budapest, 1995); Domokos Géza a diktatúra bukásától az 1992-es évig elemzi a maga és a Romániai Magyar Demokrata Szövetség politikai pályájának alakulását (Esély I-III. Csíkszereda,  1996-98), míg Gáll Ernő, az új Korunknak közel másfél évtizeden át főszerkesztője saját eszmei útjának vizsgálatát a romániai magyar közélet akkor egyik meghatározó folyóiratának sorsát is végigkísérve végzi el (Számvetés. Kolozsvár, 1996).